# Bice Bisordi
Bice Bisordi (Pescia, 11 marzo 1905 – Pescia, 5 maggio 1998) è stata una scultrice italiana specializzata nell’arte del ritratto.

## Biografia

Ritratto di Bice Bisordi realizzato dal pittore pesciatino Italiano Franchi

Quarta dei sette figli di Raffaello Domenico e Mercede Maraviglia, è stata introdotta nel mondo dell'arte dal padre che possedeva un laboratorio di marmi e lavorava la creta; appena ventunenne Bice realizzò le due sculture delle Aquile ad ali spiegate, i bassorilievi dei Leoni alati e la Vittoria stilizzata che decorano la facciata dell'Ex Casa del Littorio in Piazza XX settembre, oggi sede dell'Archivio di Stato della città di Pescia. Nel 1923, a seguito della morte del padre, si trasferì  dalla sorella maggiore Teresa a Montecatini dove aprì un piccolo studio in cui faceva ritratti a matita e iniziava a utilizzare la creta. Nella medesima città Bice fece la conoscenza di due figure femminili molto importanti per la sua formazione, la poetessa Marchesa Ines Mauri Badò e Carla Balduzzi, quest'ultima, originaria di Milano, ospitò la giovane scultrice nel capoluogo lombardo per consentirle di compiere delle esposizioni; queste due donne ispirarono Bice e la convinsero a intraprendere un percorso di studi artistici. Nel 1928 si iscrisse all'Accademia delle belle arti di Firenze, per poi diplomarsi nel 1935, con licenza in scultura, sotto la guida di Italo Griselli e Giuseppe Graziosi. Nel 1935 espose alcune sue opere in una saletta del Caffè Pult a Pescia, dove fu notata dal giornalista Vittorio Taddei, che sul quotidiano livornese Il Telegrafo ne mise in luce il talento. Iniziò quindi una carriera prestigiosa, fitta di mostre, concorsi, riconoscimenti in Italia e all'estero; Il successo sempre maggiore fece sì che Bice aprisse nuovo studio, allestito all'interno dello stabilimento termale Torretta di Montecatini, nel quale poté ritrarre Angelo Motta (l'industriale del panettone), Eduardo De Filippo, Angelo Borghi (industriale della lana). Nel mentre proseguiva l'attività dei ritratti “a memoria”, come il busto di John Fitzgerald Kennedy e i bassorilievi di papa Giovanni XXIII e di Paolo VI, oggi in Vaticano, per cui ottenne la medaglia d’argento del Pontificato; scolpì anche due ritratti dei vescovi Angelo Simonetti e Dino Luigi Romoli, oggi conservati nel Duomo di Pescia. Intanto si era trasferita nel nuovo studio sotto i portici del cinema teatro Kursaal, dove rimase fino al 1981, quando vendette lo studio per tornare nella casa di famiglia a Pescia, dove continuò il suo lavoro fino a pochi anni prima della morte, avvenuta il 5 maggio del 1998. All'età di ottantacinque anni scrisse le sue memorie "La mia carriera di scultrice, brevi memorie". Durante il corso della sua lunga vita venne  ammessa in varie accademie (Internazionale L. da Vinci, l'accademia internazionale Artis Templum, la Tiberina).

## Formazione e stile
La formazione artistica di Bice Bisordi può essere articolata secondo due periodi. Il primo periodo, escludendo quanto appreso nel laboratorio paterno, comprende tutti gli anni precedenti al suo diploma presso l'Accademia di Belle Arti di Firenze, conseguito nel 1935; degna di nota risulta la conoscenza e la frequentazione, da parte di Bice, del pittore pesciatino Italiano franchi (1860-1926), da lui apprese i rudimenti della pittura e, a testimonianza dell'affetto reciproco, il Franchi realizzò un ritratto di Bice all'età di diciannove anni. Questo rapporto durò fino alla morte del pittore, che nel testamento lasciò in eredità alla giovane amica un quadretto raffigurante un paesaggio rurale. Il secondo periodo si articola durante gli anni '30 e '40 del XX secolo, in cui la scultrice si specializzò nella ritrattistica dei personaggi, con particolare attenzione nella ripresa dei tratti somatici e dell'espressione del soggetto ritratto. Si formò così ciò che alcuni critici hanno ritenuto il punto di forza di quest'artista, ovvero la capacità di modellare le sculture secondo i suoi itinerari espressivi, andando al di là dell'intenzione di compiacere il fruitore e quindi fa sgorgare da sé il suo desiderio di riflettere sé stessa nell'oggetto narrato. A partire dagli anni '70 del XX secolo, grazie al suo studio situato a Montecatini Terme e la possibilità di avere un atelier personale, le sue opere vengono richieste per essere esposte nelle gallerie di Roma e Milano, e proprio nella prima città venne notata dal critico Cesare Basini, il quale apprezzò le sculture raffiguranti John F. Kennedy e Giovanni XXIII. Sicuramente un nodo fondamentale della produzione artistica di Bice Bisordi si concentra sull'arte sacra, che comprende la ritrattistica di figure provenienti dalla gerarchia della Chiesa cattolica, dagli ecclesiastici locali come Don Ermenegildo Nucci (Pescia 20 giugno 1881- ivi 6 aprile 1950), Angelo Simonetti (Firenzuola 23 gennaio 1861 - Pescia 14 agosto 1950), fino ai papi, come il già citato ritratto di Giovanni XXIII, a cui si aggiunge quello di Paolo VI; degno di nota fu il ritratto di Padre Pio da Pietrelcina, questo ritratto, realizzato in occasione del premio francese S. Raphael, insieme a quello del presidente Kennedy, contribuì a far conoscere il nome di Bice Bisordi al di fuori dei confini italiani. 

## L'eredità di Bice Bisordi
La Gipsoteca di Pescia, intitolata al celebre scultore Libero Andreotti (Pescia 18 giugno 1875 - Firenze 04 aprile 1933), conserva 27 sue opere in bronzo e terracotta. L'opera Ritratto di Donna Carla Crossinger è conservata a Montecatini, nei locali della Fondazione Credito Valdinievole. Ritratto di fanciulla sorridente è al Museo civico di Pistoia. Lo spirito e la passione artistica di Bice Bisordi rivivono proprio all'interno della sua casa-laboratorio di famiglia. Dal 2022, infatti, questo edificio ospita la Fondazione Culturale Poma Liberatutti, un centro ricreativo polifunzionale in cui vengono organizzati corsi di vario genere (artistico, letterario etc.), mostre di carattere artistico e conferenze tenute da autorevoli relatori. La prima mostra tenuta presso la Fondazione fu intitolata "Bice guarda Manzù", alla quale è seguita la pubblicazione dell'omonimo catalogo, che di fatto costituisce la prima monografia di carattere storico-critico inerente all'artista. La Fondazione Poma Liberatutti ha inoltre allestito il "Fondo documentario B. Bisordi" all'interno del quale sono conservati parte dei documenti, manoscritti e non, inerenti alla scultrice; sia il catalogo che il fondo documentario sono in continuo aggiornamento, ragion per cui chiunque avesse delle opere non registrate può contattare la Fondazione per provvedere alla loro registrazione. 

## Premi ricevuti
- Vallombrosa 1957
- Società delle Belle Arti di Firenze, 1969
- Accademia S. Andrea Roma, 1970
- Accademia Burchard Roma, 1971
- La donna nell'arte Firenze 1972[9]
- Acc. S. Raphael Francia 1973
- Internationale parl. U.S.A. 1974
- Dino Scalabrino Montecatini T., 1973
- Accademia S. Andrea Roma, 1974